# Revolta Taos
A Revolta Taos foi uma insurreição popular ocorrida em janeiro de 1847 quando mexicanos e nativos americanos ("Pueblos") se aliaram para lutarem contra a ocupação de tropas dos Estados Unidos na área atual do nordeste do Novo México, durante a Guerra Mexicano-Americana. Em duas curtas campanhas, as tropas dos Estados Unidos e a milícia aliada esmagaram a rebelião. Os rebeldes se reagruparam e lutaram em mais três ocasiões mas após serem novamente derrotados, abandonaram a guerra aberta.

## Circunstâncias
Em agosto de 1846, o Novo México era parte do México e foi invadido pelas forças comandadas por Stephen Watts Kearny. O governador mexicano Manuel Armijo se rendeu durante a Batalha de Santa Fé, sem disparar nenhum tiro. Quando Kearny partiu com suas tropas para a Califórnia, ele deixou o coronel Sterling Price no comando da ocupação do Novo México. Charles Bent foi nomeado o primeiro governador territorial.
Muitos habitantes daquele território não se conformaram com a rendição de Armijo e ficaram ressentidos com o tratamento recebido dos soldados estadunidenses.

"Como tropas de ocupação sempre fizeram em outras épocas e lugares, os norte-americanos começaram a agir como conquistadores.", disse o governador Bent. Ele recorreu ao coronel Alexander Doniphan, superior de Price, escrevendo "para intervir com sua autoridade e compelir os soldados a respeitarem os direitos dos habitantes. Os atentados estão ficando frequentes e temo sérias consequências se não se tomarem providências contra isso."
Mais significativo do que os insultos diários, era o fato de que muitos cidadãos do Novo México temiam pela perda de validade dos títulos de propriedade das terras, expedidos pelo governo mexicano mas não reconhecidos pelos Estados Unidos. Eles temiam os lucros dos simpatizantes dos estadunidenses, que seriam aferidos às custas de suas antigas propriedades. Em seguida a partida de Kearny, dissidentes de Santa Fé planejaram um levante para o Natal. Quando esses planos foram descobertos pelas autoridades estadunidenses, os dissidentes adiaram a luta. Foram aliciados numerosos nativos indígenas que também queriam expulsar os invasores de seus territórios.

## Revolta

### Massacre Taos
Na manhã de 19 de janeiro de 1847, os revoltosos começaram a agir em Don Fernando de Taos, atual  Taos (Novo México). Foram liderados pelo mexicano Pablo Montoya e pelo nativo Taos Tomás Romero, conhecido como Tomasito.
Romero levou os nativos até a casa do governador Charles Bent que teve os portões arrombados.  Bent foi flechado e depois escalpelado na frente de sua família. Ele continuou vivo, contudo. A esposa Ignacia e os filhos, com a ajuda das esposas dos amigos Kit Carson e Thomas Boggs, conseguiram escavar um tunel embaixo dos paredes da casa e chegaram até a porta seguinte. Ao serem descobertos, Bent foi assassinado mas as mulheres e crianças foram poupados.
Os nativos mataram e escalpelaram muitos outros oficiais do governo, inclusive membros do novo governo territorial: Stephen Lee, xerife de condado; Cornelio Vigil, prefeito e juiz e J.W. Leal, procurador de distrito. "É evidente" escreveu o coronel Price, "que o alvo dos insurretos são todas as pessoas que aceitaram cargos oficiais dentro do governo americano."

### Arroio Hondo e Massacre Mora
Nos dias seguintes uma grande força de aproximadamente 500 mexicanos e nativos atacaram e cercaram o moinho de Simeon Turley em Arroio Hondo. Charles Autobees, um empregado da usina, percebeu quando os invasores chegavam. Ele correu até Santa Fé e pediu auxílio para as tropas estadunidenses. No moinho, oito ou dez guardas ficaram para a defesa. Após batalharem durante todo o dia, apenas dois deles sobreviveram: John David Albert e o meio irmão de Autobees Thomas Tate Tobin. Ambos escaparam a pé durante a noite. No mesmo dia os insurgentes mexicanos mataram sete comerciantes estadunidenses que viajavam pelo vilarejo de Mora (Novo México). Ao todo, cerca de 15 estadunidenses foram mortos em 20 de janeiro.

### Resposta dos Estados Unidos
Os militares estadunidenses se deslocaram rapidamente para deterem a revolta; o coronel Price enviou mais de 300 homens de Santa Fé até Taos, aos quais se juntaram 65 voluntários inclusive alguns poucos novo-mexicanos, reunidos por Ceran St. Vrain, sócio nos negócios de William e Charles Bent. As forças combinadas estadunidenses fizeram bater em retirada 1 500 mexicanos e nativos nas Batalha de Cañada e Batalha do Passo Embudo. Os insurgentes recuaram até Taos Pueblo, onde se refugiaram protegidos pelas grossas muralhas de uma igreja. Durante a luta, os estadunidenses derrubaram a parede da igreja e dispararam balas de canhão no interior do prédio, provocando muitas baixas e matando cerca de 150 revoltosos. Foram capturados 400 homens após luta corpo a corpo. Apenas sete estadunidenses morreram na batalha.
Um destacamento das tropas estadunidenses sob o comando do capitão Israel R. Hendley e Jesse I. Morin avançou contra os rebeldes em Mora. A Primeira Batalha de Mora terminou com uma vitória tática dos novo-mexicanos. Os estadunidenses voltaram a carga na chamada Segunda Batalha de Mora e derrotaram os inimigos, acabando com as operações inimigas na área.

### Consequências
Oficiais estadunidenses ordenaram a execução na "plaza" de alguns dos prisioneiros, no dia seguinte, inclusive o líder "Montojo" [Montoya], após um julgamento militar. Depois, Price julgou mais alguns prisioneiros pela lei civil.  Ele indicou para juízes Joab Houghton, um amigo próximo de Charles Bent, e Charles H. Beaubien, pai de Narcisse Beaubien, assassinado em 19 de janeiro. Ambos os homens tinham sido nomeados juízes da Corte Superior do Novo México, pelo governador Bent, em agosto do ano anterior. George Bent, irmão de Charles, foi eleito para o juri. Este incluia Lucien Maxwell, cunhado de Beaubien e muitos amigos de Bent. Ceran St. Vrain serviu na corte como intérprete. A corte ficou em atividade durante quinze dias. O juri considerou 15 homens culpados de assassinato e traição e os juízes os sentenciaram à morte.
Um historiador contemporâneo e escritor, Lewis H. Garrard, descreveu de forma romanceada o julgamento e os eventos (tradução aproximada):
"Certamente foi uma grande presunção da parte dos estadunidenses conquistarem um país e chamarem os habitantes de traidores. Juizes americanos presidiram os trabalhos, novos-mexicanos e americanos foram os jurados, e soldados americanos guardaram os portões. Foi uma estranha mescla de violência e justiça, lei marcial e civil. Ao cabo de poucos minutos o juri retornou com o veredito "Culpados em primeiro grau". Cinco por assassinato, um por traição. Traição, foi a sentença! O que o pobre diabo sabia sobre seus novos senhorios? . . . Eu deixei a sala, com o coração machucado. Justiça! O que vale a palavra quando é distorcida e garante assassinatos para aqueles que defenderam suas terras e lares?"
Em 9 de abril, os soldados enforcaram seis dos insurgentes condenados, na plaza de Taos. Essa foi a primeira execução por enforcamento no vale de Taos. Duas semanas mais tarde, os estadunidenses executaram mais cinco. Ao todo, foram enforcados 28 homens por envolvimento na revolta Taos. Cinco anos mais tarde, a Secretaria de Guerra dos Estados Unidos revisou o caso. Foi dito que o homem enforcado por traição, Pablo Salazar, poderia ter sido vítima de uma sentença equivocada. A Suprema Corte concordou. Todas as outras condenações foram confirmadas.

### Lutas esparsas
A revolta não havia terminado, contudo. Os novo-mexicanos rebelados enfrentaram as tropas estadunidense por três vezes mais nos meses seguintes. As ações foram chamadas de Batalha do Desfiladeiro Red River, Batalha de Las Vegas e Batalha do Riacho Cienega. Outros preferem o nome de "incidentes". Todos os eventos terminaram com vitórias dos estadunidenses, o que levou a que os novo-mexicanos e nativos abandonassem a guerra aberta.